# Rolling Hills (Wyoming)
Rolling Hills város az USA Wyoming államában, Converse megyében. Lakosainak száma 427 fő (2020. április 1.).

## Népesség
A település népességének változása:
| Lakosok száma | 330  | 449  | 440  | 427  |
|               | 1990 | 2000 | 2010 | 2020 |